# Buchanan (Wisconsin)
Buchanan è un comune degli Stati Uniti, situato in Wisconsin e in particolare nella Contea di Outagamie.